# Trazendo a Arca
Trazendo a Arca est un groupe de rock chrétien évangélique brésilien. 

## Biographie
La fondation du groupe a lieu en janvier 2002, sous le nom de Toque no Altar avec la direction du pasteur Marcus Gregório, à l’église évangélique Ministério Apascentar de Nova Iguaçu .  Leur premier album Toque no Altar est sorti en 2003.  En 2005, leur troisième album Deus de Promessas est sorti. En 2007, le groupe a été renommé Trazendo a Arca .  

## Discographie
1. 2003 : Toque no Altar (Touchez l'autel)
2. 2003 : Restitituição (Rembourser)
3. 2005 : Deus de Promessas (Les promesses de Dieu)
4. 2006 : Olha pra Mim (Regardez-moi)
5. 2007 : Deus de Promessas - Ao Vivo (Les promesses de Dieu - Live)
6. 2007 : Marca da Promessa
7. 2008 : Ao Vivo no Maracanãzinho - Volume 1 (Live à Maracanãzinho - volume 1)
8. 2008 : Ao Vivo no Maracanãzinho - Volume 2 (Live à Maracanãzinho - volume 2)
9. 2009 : Pra Tocar no Manto (Pour Appuyez sur la Robe)
10. 2009 : Salmos e Cânticos Espirituais (Psaumes et cantiques spirituels)
11. 2010 : Entre a Fé e a Razão (Entre foi et raison)
12. 2011 : Live in Orlando
13. 2012 : Trazendo a Arca Deluxe Collection
14. 2012 : Na Casa dos Profetas (À la Chambre des Prophètes)
15. 2014 : Español
16. 2015: Habito no Abrigo
17. 2020: O Encontro

## Distinctions
Le groupe a reçu 3 Troféu Talento, en 2005, 2006 et 2007 .